# The Final Adventure
Albums par Murs & 9th Wonder
Fornever
(2010) Brighter Daze
(2015)
Albums par Murs
Yumiko: Curse of the Merch Girl
(2012) Have a Nice Life
(2015)
Albums par 9th Wonder
Tutankhamen (Valley of the Kings)
(2012) The Solution
(2012)
The Final Adventure est le cinquième album collaboratif de Murs et 9th Wonder, sorti le 13 novembre 2012.

## Liste des titres
| No  | Titre                            | Contient un (des) sample(s) de                                                | Durée |
| --- | -------------------------------- | ----------------------------------------------------------------------------- | ----- |
| 1.  | Get Together (featuring Rapsody) | Deep Inside of You de Gloria Taylor                                           | 2:46  |
| 2.  | Whatuptho                        |                                                                               | 3:35  |
| 3.  | Funeral for a Killer             |                                                                               | 4:09  |
| 4.  | Baby Girl (Holding Hands)        | I Had a Choice de Sun                                                         | 3:20  |
| 5.  | Walk Like a Woman                | Woman (You've Gotta Be There) de Jae Mason Yearning for Your Love du Gap Band | 6:12  |
| 6.  | Tale of Two Cities               |                                                                               | 3:49  |
| 7.  | Dance with Me                    | Lost Because You Can't Be Found de Marc Jordan                                | 3:27  |
| 8.  | Better Way                       | I Came to Love You de Booker T. Jones                                         | 3:36  |
| 9.  | Wherever You Are                 | Reaching for You de Jae Mason                                                 | 2:43  |
| 10. | It's Over                        | When It's Over de Michael Franks                                              | 3:24  |